# 日心軌道

相對於太陽系質心的太陽運動。

日心軌道（也稱為太陽系環線軌道）是圍繞太陽系質量中心的軌道，這個質量中心通常位於太陽表面內或非常靠近太陽表面。太陽系中的所有行星、彗星和小行星以及太陽本身的運行都處於這樣的軌道上，許多人造探測器和碎片也是如此。然而，太陽系中行星的衛星不在日心軌道上，因為它們圍繞各自的行星運行（儘管月球圍繞太陽有一個凸出的軌道）。
儘管太陽系的質心總是非常接近太陽，但隨著時間的流轉，它會在空間中移動，這取決於太陽系中其他大型天體的位置，例如木星和其它的氣態巨行星，和它們當時所在的位置。類似的現象讓我們可以通過逕向速度法探測系外行星。
在英文中，字首helio-源自於古希臘字"ἥλιος"（helios），意思就是"太陽"。在擬人化的希臘神話中還有赫利俄斯。
第一艘被送入日心軌道的太空探測器是1959年的月球1號。不正確的升空燃燒時間導致它錯過了撞擊月球的計劃。

## 進入火星轉移軌道

進入火星轉移軌道圖。
A = 霍曼轉移軌道，B = 合的任務， C = 衝的任務

"進入火星轉移軌道（TMI）"是一種日心軌道，其中推進機動，用於在軌道上設置太空飛行器。這將使其遠日點到達火星軌道，也稱為"火星轉移軌道"。
每兩年，前往火星的低能量轉移窗口打開，允許在行星之間以盡可能低的能量（速度差）移動至火星。進入轉移可以將太空飛行器置於霍曼轉移軌道或雙橢圓轉移軌道。進入火星轉移軌道可以是單次機動燃燒，例如2013年NASA的火星大氣與揮發物演化任務軌道飛行器使用的機動燃燒；也可以是一系列近點"踢"，例如印度太空研究組織（ISRO）的火星軌道器任務在2013年使用的。